# George Bryce
El reverend George Bryce (Mount Pleasant, Ontario, 22 d'abril de 1844-Ottawa, 5 d'agost de 1931) va ser un eclesiàstic i historiador canadenc que participà en la fundació de la Universitat de Manitoba i va tenir molt de protagonisme a l'àmbit intel·lectual i religiós d'aquesta regió del Canadà.

## Biografia
George Bryce va nàixer prop de Mount Pleasant, el 1844, fill d'emigrants escocesos que s'havien implantat a Ontario l'any anterior. Estudià a l'escola secundària de Brantford i rebé en aquesta una bona educació que li va permetre d'ingressar més tard a la Universitat de Toronto i a la Universitat de Knox. Durant els seus estudis universitaris rebé diverses medalles i beques, ja que era un atleta i jugava en l'equip de futbol americà universitari. Va servir com a voluntari en la milícia durant els avalots fenians de 1866 i participà en la batalla de Ridgeway que va significar una desfeta dramàtica per al Canadà.
Com a jove ministre presbiterià, Bryce formà part de l'afluència d'immigrants que van venir a Manitoba després de la fallida del govern provisional de Riel el 1870. Va ser seleccionat el 1871 per l'Assemblea General de l'Església Presbiteriana de venir a l'oest del riu Vermell per organitzar un col·legi presbiterià i una nova església. Així va crear el Manitoba College on va ensenyar fins a 1909. El 1872 va fundar l'església Knox, la primera església presbiteriana de Winnipeg. També va ser un dels fundadors de la Universitat de Manitoba, i va ensenyar ciència de la facultat de la Universitat i va servir en el Consell de la Universitat fins a la seva jubilació el 1904.
Bryce va ser un dels fundadors de la Societat Històrica de Manitoba i en va ser president dues vegades, la primera de 1884 a 1887, i després de 1905 a 1913. Va ser un autor prolífic, que va escriure nou llibres i fulletons quaranta o cinquanta, així com nombrosos sermons i discursos. Ell va lliurar 30 documents abans de la Societat d'Història i Ciència de Manitoba sol, sobre temes tan diversos com la geologia, l'arqueologia i la història del riu Vermell. El 1902 la seva beca va guanyar el reconeixement nacional quan va ser elegit a la Societat Reial del Canadà. El 1910 esdevingué president de la Royal Society i també va ser membre de moltes altres societats adquirides. El 1920 la Universitat de Manitoba li va concedir un doctorat honoris causa.
Durant els seus darrers anys de vida, després de la mort de la seva muller Marion Bryce, la seva salut es va degradar molt i se n'anà llavors viure amb el seu germà a Ottawa. Allí va morir, oblidat en gran part, el 5 d'agost de 1931 i va ser enterrat al cementiri de Winnipeg Kildonan.
S'homenatjà la seva figura donant el seu nom a de Bryce a Winnipeg, i la Universitat de Winnipeg té el seu Bryce Hall, amb una placa commemorativa de l'historiador.

## Obres
- "The Mound Builders" a The Manitoba Historical Society, Transactions, sèrie 1, n°18 (1885)
- "The Old Settlers of Red River" a The Manitoba Historical Society, Transactions, sèrie 1, n°19 (1885)
- "The Souris Country: its Monuments, Mounds, Forts and Rivers" a The Manitoba Historical Society, Transactions, sèrie 1, n°24 (1887)
- "Original Letters and Other Documents Relating to the Selkirk Settlement" a The Manitoba Historical Society, Transactions, sèrie 1, n°33 (1889)
- "Letters of a Pioneer, Alexander Ross" a MHS Transactions, sèrie 1, n°63 (1903)
- "Treasures of Our Library" a Manitoba Historical Society Transactions, sèrie 1, n°64 (1904)
- "Among the Mound Builders' Remains" a Manitoba Historical Society Transactions, sèrie 1, n°66 (1904)
- "A History of Manitoba: Its Resources and People" a The Canadian History Company (1906).